# Embratel

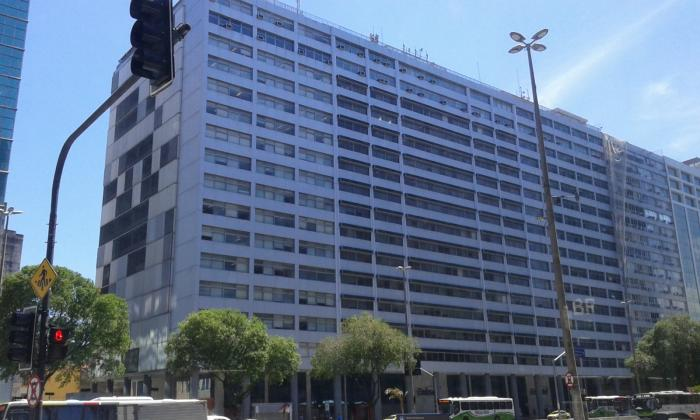
Sede da Embratel no Centro, Rio de Janeiro.

A Embratel (nascida Empresa Brasileira de Telecomunicações) foi uma marca pertencente ao grupo Claro, holding da América Móvil que atuava no segmento corporativo, dedicada às soluções que incluem aplicações em nuvem, segurança digital, IoT e serviços de TI. Possuía redes digitalizadas tanto de micro-ondas quanto de fibra óptica, assim como cinco satélites de comunicação.
Foi fundada em 1965 como uma uma empresa estatal sob comando do governo brasileiro, sendo uma subsidiária da holding Telebrás até a sua privatização em 1998.
Em janeiro de 2015, a Embratel foi incorporada sob a empresa "Claro S/A", que manteve a marca  Embratel.

## História
Em 31 de março de 1962, o governo federal decretou a intervenção na Companhia Telefônica Brasileira, empresa privada responsável por dois terços do sistema telefônico brasileiro, operando numa área que abrigava 45% da população brasileira. O ante-projeto da EMBRATEL foi realizado pelo então Major Aviador Edson Rocha (FEB).
A Embratel foi criada em 16 de setembro de 1965 pelo então presidente militar Castelo Branco, como empresa pública de controle estatal. Em março de 1966, a Embratel que assume o controle acionário da Companhia Telefônica Brasileira. 
A Telebrás teve autorização para criação através da lei nº 5 792, de 11 de julho de 1972, sendo instalada em 9 de novembro de 1972, Sua incumbência foi centralizar, padronizar e modernizar as diversas  concessionárias de serviços públicos que existiam no Brasil. A lei autorizou a transformação da Embratel em sociedade de economia mista, subsidiária da nova empresa.
O sistema era composto pela holding Telebrás, pela Embratel, responsável pela operação de longa distância de âmbito nacional e internacional, bem como pelos serviços de comunicação de dados, telex, retransmissão de televisão e satélites, além de 27 empresas de âmbito estadual ou local.
Em 1969, foi inaugurada a Estação Terrena de Comunicações de Tanguá (RJ), permitindo a transmissão de sinais via satélite para todo o país, comprando capacidade dos satélites Intelsat (lançados por um consórcio de 11 países, do qual o Brasil não fazia parte). A Embratel se tornou responsável pelas comunicações via satélite no Brasil, e a expressão "via Embratel" tornou-se sinônimo de transmissões de satélite no país, especialmente através da televisão.
Em 1969, foi inaugurada a Discagem Direta a Distância (DDD) entre São Paulo e Porto Alegre, dispensando a intervenção da telefonista.
Em 1973, a Embratel colocou em operação o cabo submarino Bracan I, ligando Recife a Las Palmas, nas Ilhas Canárias, destinado a serviços de telefonia, telex e transmissão de dados para a Europa. Em 1975, o Brasil foi integrado ao sistema telefônico de Discagem Direta Internacional (DDI) por meio da estação Tanguá II da Embratel. Em 1976, o sistema de comunicações por satélite foi ampliado com a inauguração da Estação de Monitoramento de Satélites em Tanguá (RJ).
Entre 1974 e 1982, os terminais de telex aumentaram de 4.060 para 65.500, graças à rede nacional de telex montada pela Embratel mediante convênio com a Empresa de Correios e Telégrafos (ECT).
Em 1980, a Embratel criou o serviço especializado de comunicação de dados Transdata, interligando Rio de Janeiro, São Paulo e Brasília, com circuitos comutados de baixa capacidade. No mesmo ano, entrou em operação o cabo submarino BRUS, ligando Brasil aos Estados Unidos. Em 1984, foi ativada a Rede Nacional de Comunicação de Dados por Comutação de Pacotes (RENPAC). Em fevereiro de 1985, ocorreu o lançamento do Brasilsat A1, e em março de 1986, o do Brasilsat A2, passando o Brasil a dispor de um canal autônomo para tráfego doméstico para o sistema brasileiro de telecomunicações por satélite.
Em 1993, entrou em operação primeiro trecho de fibra ótica nacional, ligando Rio a São Paulo; em 1994, foram inaugurados os cabos submarinos de fibra ótica Américas I (entre Brasil e Estados Unidos), Columbus II (ligando o Américas I a Europa e Ásia), e o Unisur (ligando os países da América do Sul). Em 1995, foi lançado o segundo trecho de fibra terrestre entre o Rio de Janeiro e  Belo Horizonte. Em 1997, a Embratel tinha  8.500 quilômetros de rede de fibras ótica ligando as principais capitais do país.
Em fevereiro de 1993, foi lançado o primeiro satélite projetado e construído no Brasil, o SCD 1, destinado a coletar dados oceanográficos, atmosféricos e florestais. O Brasilsat B1 e o Brasilsat B2 foram postos em órbita  em agosto de 1994 e em março de 1995, respectivamente, substituindo o Brasilsat A1 e A2.
Em 20 de dezembro de 1994, a Embratel implementou o Serviço Internet Comercial no Brasil, tornando-se o primeiro provedor de acesso discado do País, com 5 mil usuários inscritos para a fase experimental, que durou até maio de 1995, quando foi aberta para o público geral. Os primeiros clientes eram outros provedores de internet. No mesmo ano, o Ministério das Comunicações determinou que a Embratel não deteria o monopólio da internet.
Em 1997, 40,41% da receita bruta da Telebrás era advinda da telefonia local, 28,08% da telefonia interurbana, 20,29% da telefonia móvel e 5,10% da comunicação por dados. A receita bruta atingiu  R$ 20,6 bilhões de reais e o lucro líquido atingiu a cifra recorde de R$ 4,3 bilhões em 1997.

### Privatização
Em 29 de julho de 1998, durante processo de abertura e modernização das telecomunicações brasileiras, foi privatizada pelo ex-presidente Fernando Henrique Cardoso. Em leilão na Bolsa de Valores do Rio de Janeiro, foi adquirida pela empresa norte-americana MCI World Com, subsidiária da Verizon, por 2,65 bilhões de reais, valor 47,22% acima do esperado pelo governo. Posteriormente, o nome da empresa MCI World Com foi substituído para WorldCom. Em 21 de Julho de 2002, WorldCom entrou com pedido de falência nos Estados Unidos.
Em 2000, foram criadas duas subsidiárias: a Brasil Center, para os serviços de teleatendimento e a Star One, a unidade de satélites.
Em 2002, passou a oferecer serviços de telefonia fixa sob a marca Livre, tendo comprado a Vesper no ano seguinte.
Em 2004, a Embratel foi adquirida pela empresa mexicana de telecomunicações América Móvil por 400 milhões de dólares, além das dívidas em torno de 1 bilhão de dólares que foram assumidas pelos mexicanos, acumuladas desde a época que a empresa era estatal. A operação de compra pela América Móvil correspondeu a praticamente a metade do valor faturado pelo governo brasileiro seis anos antes, quando vendeu para a MCI através do leilão de privatização em 1998. No ano seguinte, a Embratel incorporou a América Móvil do Brasil, que detinha uma parcela da NET.
Em 2005, a Embratel compra uma participação minoritária na empresa de TV a cabo NET, lançando no ano seguinte um serviço conjunto de TV por assinatura, conexão banda larga à Internet e telefonia fixa (NET Fone).
Em novembro de 2011, a América Móvil, controladora da Telmex, da Claro e de outras empresas do empresário mexicano Carlos Slim, aumentou sua participação na Telmex de 60 para 92,79%.
Em janeiro de 2015, a Embratel foi incorporada sob a empresa "Claro S/A", assim deixando de existir antigos e distintos CNPJ, permanecendo agora a companhia Claro com uma mesma razão social, que mantém as marcas NET e Embratel.
A Embratel TV Sat Telecomunicações S.A é uma subsidiária do grupo Claro, holding da América Móvil que atua na prestação de serviços de TV por assinatura por meio do sistema DTH (Direct to Home) sob a marca Claro TV+.
A Embratel Star One, subsidiária responsável pelo gerenciamento de satélites, foi incorporada à Claro em 2018.
Em abril de 2025, foi anunciado o fim da marca Embratel, que se tornou a Claro Empresas.

## Serviços

### Satélites
O maior centro de operações de satélites da América Latina, localizado em Guaratiba (RJ). é responsável pela operação dos 5 satélites da Embratel em órbitaː
| Satélite    | Fabricante                   | Veículo de lançamento | Data do lançamento     | Estado | Nota   |
| ----------- | ---------------------------- | --------------------- | ---------------------- | ------ | ------ |
| Star One C2 | Alcatel Alenia Space         | Ariane 5 ECA          | 18 de abril de 2008    | Ativo  |        |
| Star One C3 | Orbital Sciences Corporation | Ariane 5 ECA          | 10 de novembro de 2012 | Ativo  |        |
| Star One C4 | Space Systems/Loral          | Ariane 5 ECA          | 15 de julho de 2015    | Ativo  | [ 27 ] |
| Star One D1 | Space Systems/Loral          | Ariane 5 ECA          | 21 de dezembro de 2016 | Ativo  | [ 28 ] |
| Star One D2 | Space Systems/Loral          | Ariane 5 ECA          | 30 de julho de 2021    | Ativo  | [ 29 ] |

Além de Guaratiba, a Embratel mantém teleportos em Tanguá (RJ), Mosqueiro (PA), Manaus (AM), e João Pessoa (PB). Os satélites são utilizados para nas operações de televisão, internet, educação a distância, rádio, telefonia, dentre outras atividades.

### Soluções de TI
A Embratel oferece um portfólio tecnológico para fornecer as soluções de TI, com serviços customizáveis para empresas.

### Segurança
Proteção contra vulnerabilidades e ataques cibernéticos  (cyber defence).

### Cloud
Soluções em nuvem.

### Conectividade
Realização de chamadas de voz nacionais e internacionais, ferramentas de comunicação corporativas, estrutura de rede de dados, acesso à internet e serviços via satélite.

## Antigos negócios

### Embratel Livre

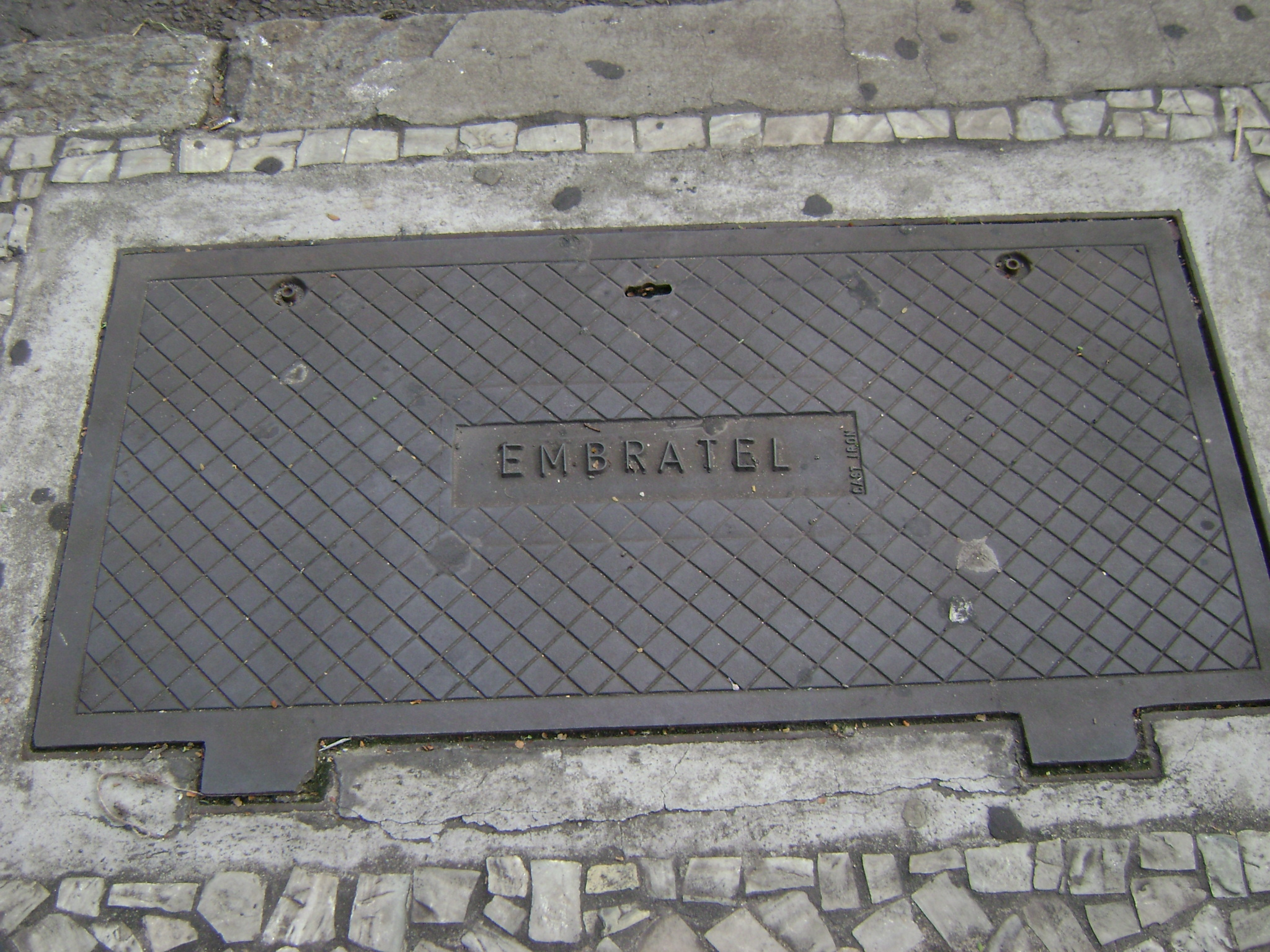
Poço de visita da Embratel, em Sertãozinho.

Oferecido desde 2004 é a telefonia fixa sem fio usando a tecnologia CDMA, utilizando a rede e a tecnologia herdadas da Vésper, também adquirida pela Telmex. Abrange vários estados brasileiros nas regiões Sudeste, Nordeste e Norte (exceto: AC, RO e TO) além dos estados de Santa Catarina no Sul e Mato Grosso do Sul.
Em março de 2012, marcando um novo posicionamento de mercado, a Embratel mudou o produto Embratel Livre para Claro Fixo. Junto foi lançado a Loja Virtual Claro Fixo, onde o serviço é vendido pela internet.

### Click21
O Click21 encerrou suas atividades em outubro de 2011. O serviço foi oferecido desde 2003 como provedor de acesso à Internet. Com presença em todo o Brasil, o provedor oferecia acesso discado gratuito por meio de uma ligação local.[carece de fontes?] Também oferecia e-mail com 1Gb de capacidade de armazenamento em duas caixas de 500Mb cada, antivírus, anti-spam, corretor ortográfico, agenda e capacidade para enviar e receber e-mail de até 21Mb.[carece de fontes?]
Sua rede atendia 13 cidades (Belém, Belo Horizonte, Brasília, Curitiba, Fortaleza, Goiânia, Porto Alegre, Recife, Rio de Janeiro, Salvador, São Luís, São Paulo e Vitória).[carece de fontes?]

### Via Embratel
Em 24 de abril de 2008 a Anatel (Agência Nacional de Telecomunicações) aprovou a concessão de uma licença para que a Embratel ofereça o serviço de TV por assinatura via satélite em todo o Brasil.
Os serviços seriam oferecidos por meio do novo satélite Star One C2 lançado em abril.[carece de fontes?] Sua transmissão digital seria feita pelo sistema DTH (Direct to Home) por banda KU através de uma mini-antena parabólica e de um receptor digital Em dezembro de 2008 a empresa começou a oferecer o serviço de TV por assinatura denominado Via Embratel. A partir de 1 de março de 2012 o serviço de TV por assinatura passou a se chamar Claro TV.
Além da TV por assinatura houve uma mudança no Embratel Livre que em 1 de março de 2012, passou a chamar Claro Fixo, o nome Embratel continua existindo com produtos voltados a corporações e mantém o famoso DDD 21.
A Claro TV agora deixa de ser responsabilidade da Embratel, passando a ser de responsabilidade da Claro e sendo administrada pela NET.

### Triple Play
Em 2006 a Embratel começou a oferecer em parceria com a NET, outra empresa do grupo Telmex, uma tendência mundial: o Triple Play, a convergência de serviços que oferece três serviços através de um único acesso via cabo: Internet banda larga, TV e Telefone fixo.